# Лермонтово (Багратіоновський район)
Ле́рмонтово (рос. Лермонтово) — селище Багратіоновського району, Калінінградської області Росії. Входить до складу Долгоруковського сільського поселення.
Населення — 25 осіб (2015 рік).

## Географія
Селище розташоване за 8 км від районного центру — міста Багратіоновська, 30 км від обласного центру — міста Калінінграда та 1090 км від Москви.

## Історія
Селище засноване 1408 року.
Мало назву Боггентін, Вогау до 1946 року.

## Населення
За даними перепису 2010 року, у селі мешкало 25 осіб, з них 14 (56,0 %) чоловіків та 11 (44,0 %) жінок. Згідно з переписом 2002 року, у селі мешкало 34 осіб, з них 16 чоловіків та 18 жінок.